# Burg Matsue
Die Burg Matsue (japanisch 松江城, Matsue-jō) ist eine japanische Burg in Matsue in der Präfektur Shimane. Sie wird auch „Regenpfeifer-Burg“ (千鳥城, Chidorijō) genannt. Zuletzt residierte dort ein Zweig der Matsudaira als Daimyō.

## Burgherren in der Edo-Zeit
- Ab 1600 die Horio mit einem Einkommen von 240.000 Koku
- ab 1634 ein Zweig der Kyōgoku mit 264.000 Koku,
- ab 1638 ein Zweig der Matsudaira mit 186.000 Koku.

## Geschichte
Horio Yoshiharu (堀尾 吉晴; 1544–1611), der sich erfolgreich an der Schlacht von Sekigahara beteiligt hatte, wurde von Tokugawa Ieyasu zum Taishu ernannt und mit einem Einkommen von 240.000 Koku belohnt. Im Jahr 1607 entschloss er sich, wegen der besseren Verwaltungsmöglichkeiten seines Lehens die tief in den Bergen gelegenen Burg Gassantomida (月山富田城, -jō) zu verlassen und eine neue Burg auf dem am Shinji-See (宍道湖, -ko) gelegenen Berg Kameda (亀田山, -jō) zu errichten, welche 1611 fertiggestellt wurde. Als Burgherren folgte kurz Kyōgoku Tadataka (京極 忠高, 1593–1637), dann übernahm ein Matsudaira-Zweig die Burg bis zur Meiji-Restauration.

## Die Anlage

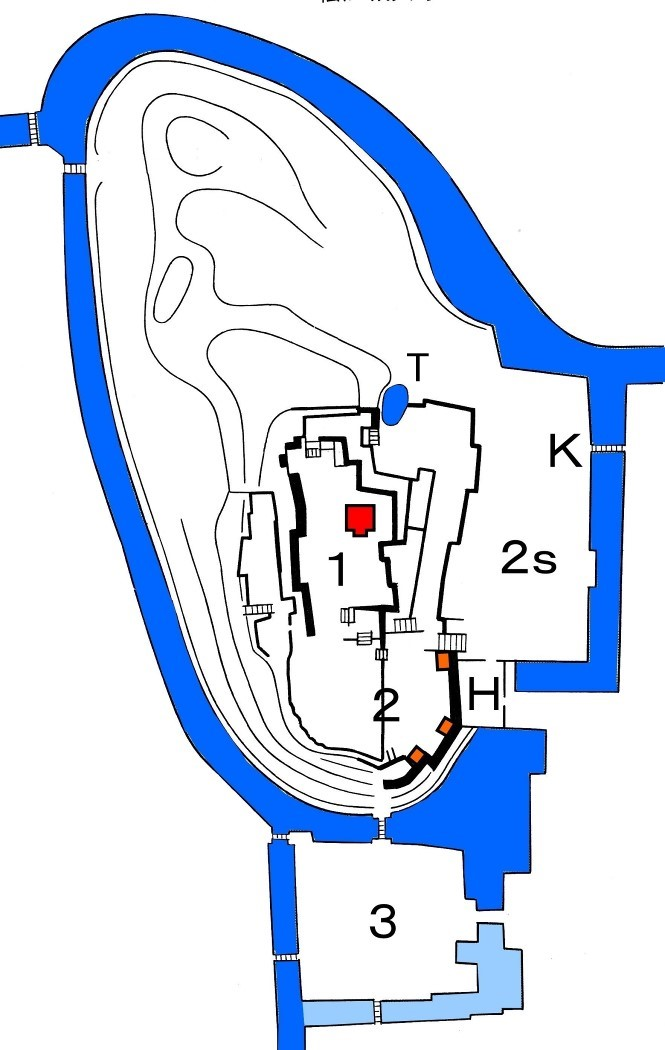
Plan der Burg 1: Hommaru
2: Ni-no-maru 2s: Unteres Ni-no-maru 3: San-no-maru
H: Haupttor K: Kita Sōmon
T: Pferdetränke Rot: Burgturm Orange: Wachtürme

Der Berg Kameda, auf dem die Burg gebaut wurde, war durch den Fluss Ōhashi (大橋川, -gawa) und durch den (damals angrenzenden) Shinji-See geschützt. Vom Osten bis zum Norden schützten Sumpfgebiete. Auf dem höchsten Punkt wurde der zentrale Burgbereich, das Hommaru (本丸) angelegt. Der zweite Bereich, das Ni-no-maru, ist zweigeteilt eingerichtet: der obere Teil befindet sich südlich des Hommaru, der untere Teil westlich davon und deutlich tiefer. Das Sa-no-maru wurde im Süden unterhalb des oberen Ni-no-maru angelegt.
Das Hommaru wurde durch zahlreiche Wachtürme gut geschützt. Die Residenz befand sich im San-no-maru, in dem etwas abgetrennten Burgbereich. der mit den Ni-no-maru durch eine überdachte Brücke verbunden war, die dementsprechend „Flur-Brücke“ (廊下橋, Rōka-bashi) genannt wurde.
Der Burgturm (天守閣, tenshukaku) der Burg Matsue ist einer der zwölf aus der Edo-Zeit erhaltene Burgtürme und der einzige, der sich in der an der Japan-See gelegenen Provinzgruppe San’in (山陰道, San’indō) befindet. Nach außen scheint er vier Stockwerke aufzuweisen, innen sind es fünf. Der Burgturm besteht aus einem zweistöckigen Wachturm, auf den ein dreistöckiger aufgesetzt ist. Er ist ausdrücklich für wirkliche Verteidigung eingerichtet: so besitzt er 94 Klappenschächte (蓋付狭間, futatsuki zama) zum Abwurf von Steinen. Man betritt den Burgturm im Süden durch einen Vorbau.
Nach der Meiji-Restauration wurden bis auf den Burgturm alle Gebäude abgetragen, das Burggelände wurde städtischer Park. Im Jahr 2001 wurde auf Grund von alten Fotos und Plänen auf der Südostseite des Ni-no-maru der Süd-Wachturm (南櫓, Minami-yagura), der Mittel-Wachturm (中櫓, Naka-yagura) und der Trommel-Wachturm (太鼓櫓, Taiko-yagura) wieder hergestellt. Auch das große Haupttor (大手口, Ōte-guchi) im Kastenstil (枡形式, masugata-shiki) und das einfacher gebaute Tor Ichi-no-mon (一の門) sowie ein Brunnen wurden nach Unterlagen wieder hergestellt.
Im südwestlichen Burgbereich befindet sich ein weißes hölzernes zweistöckiges Gebäude im europäischen Stil, das 1903 anlässlich des Besuches des Kaisers Meiji unter dem Namen „Pavillon der aufbrechenden Wolken“ (興雲閣, Kōun-kaku) errichtet worden war. Das Gebäude wird heute als Heimatmuseum (松枝郷土館, Matsue kyōdokan) genutzt.

## Bilder

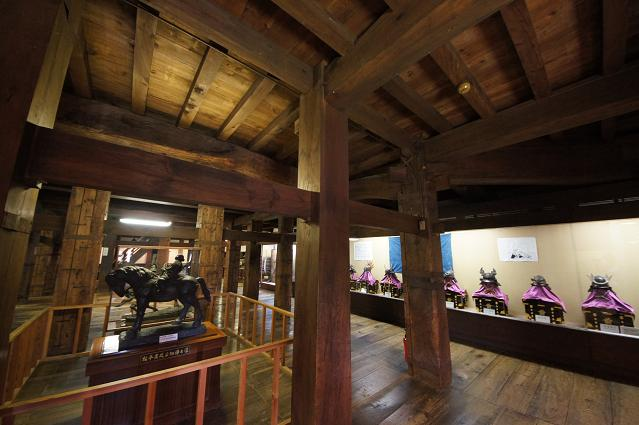
Burgturm, innen
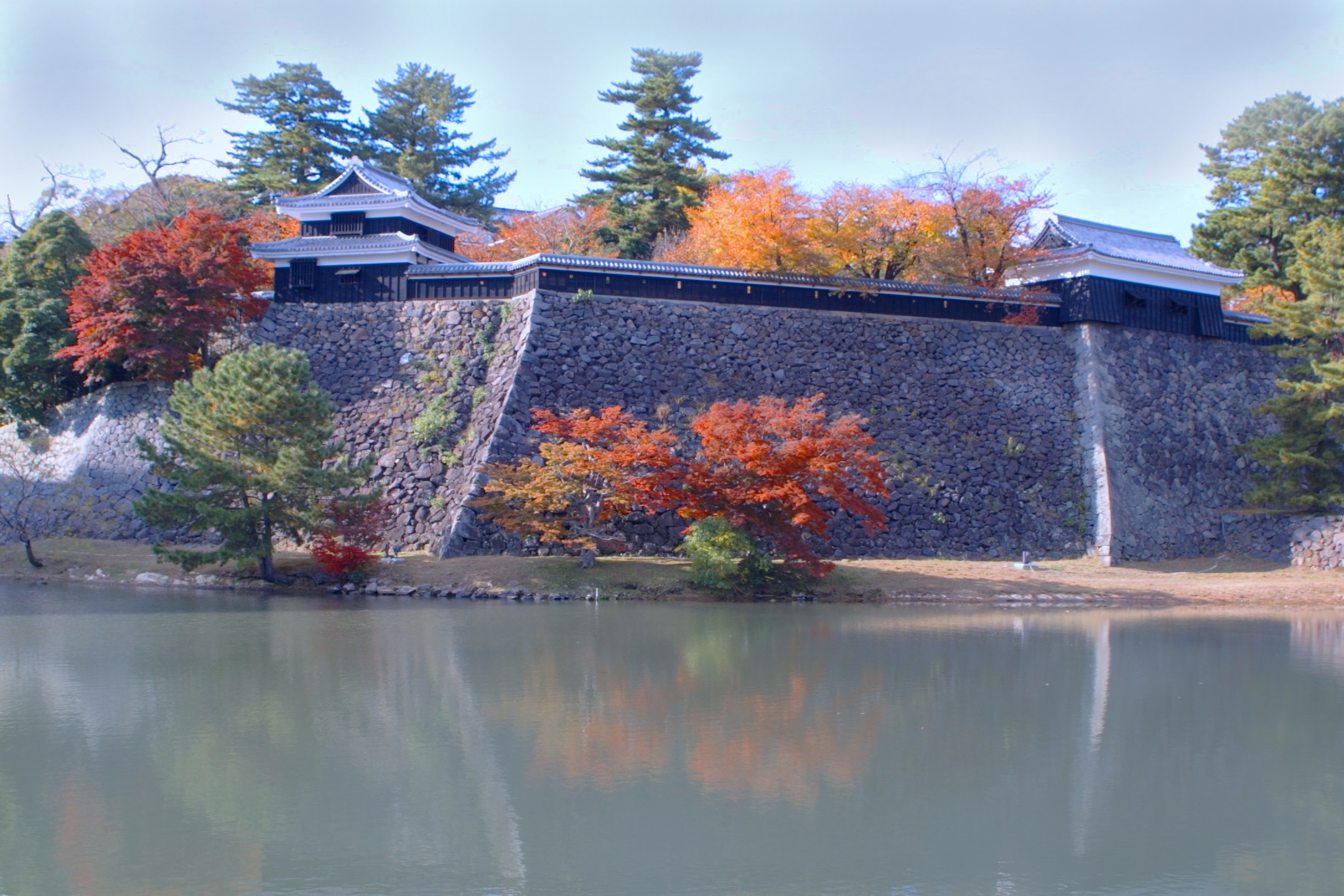
Südostecke mit zwei nachgebauten Wachtürmen
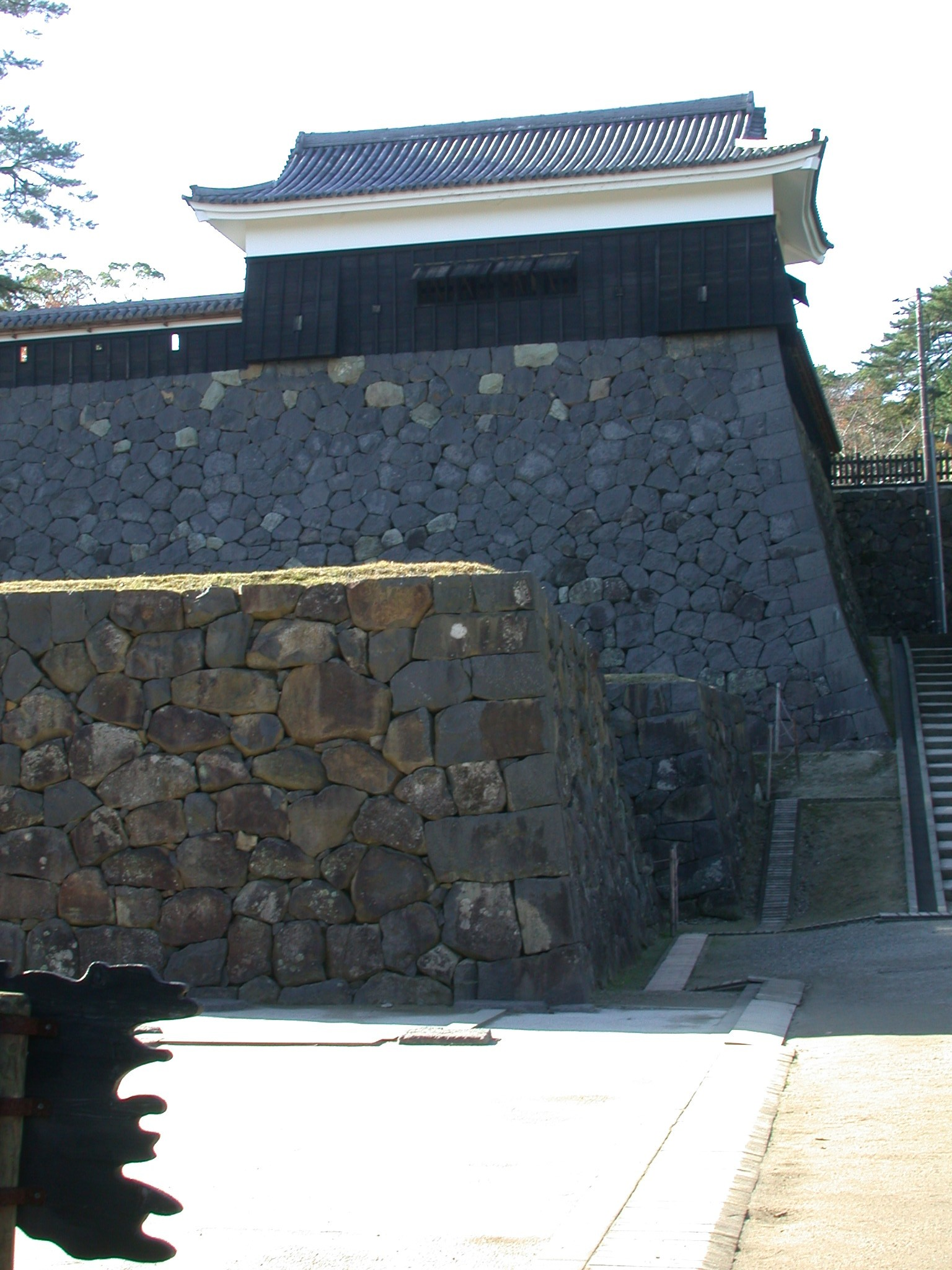
Nachgebauter Taiko-Wachturm
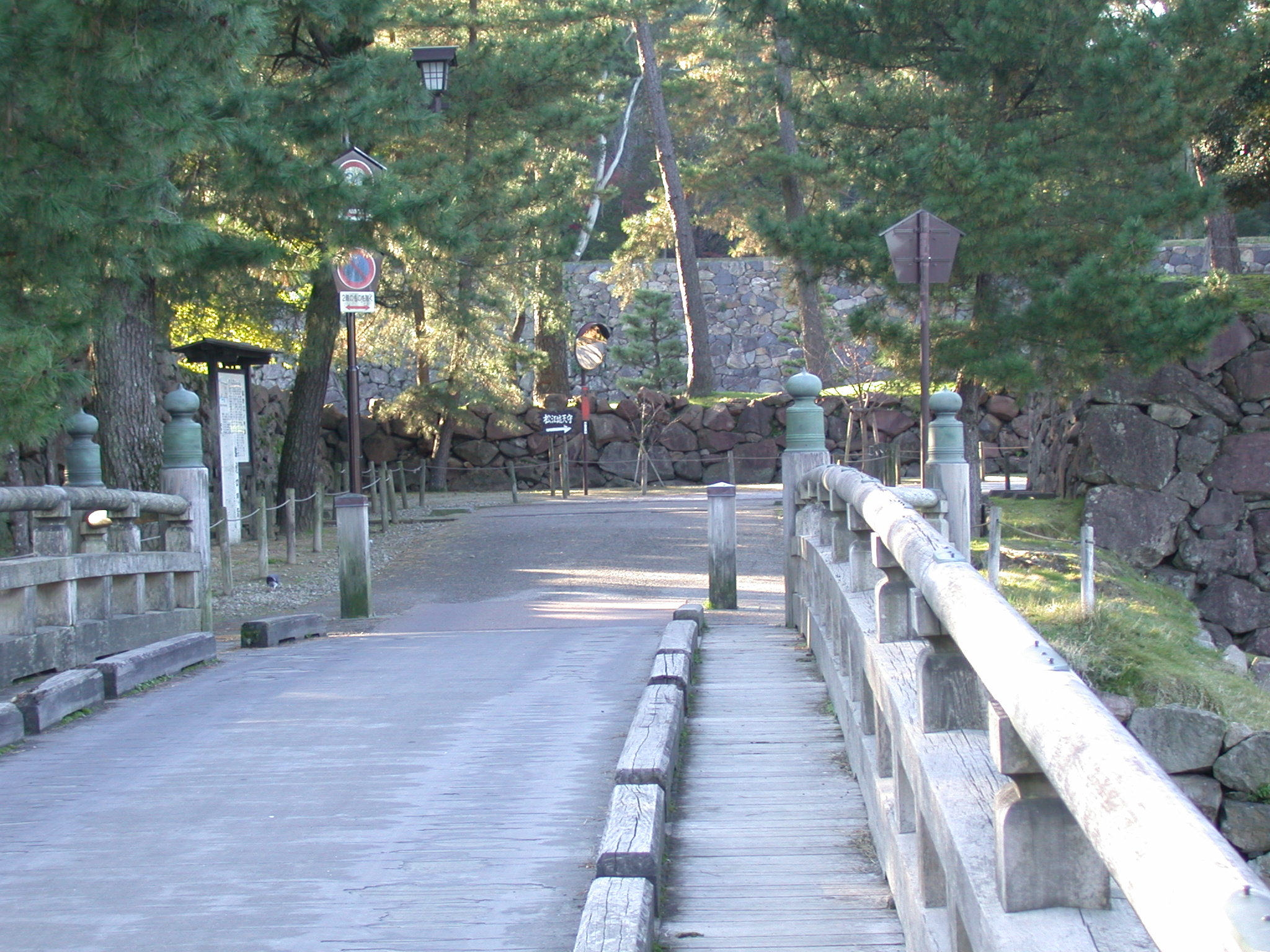
Am Kita-Sōmon (北惣門)
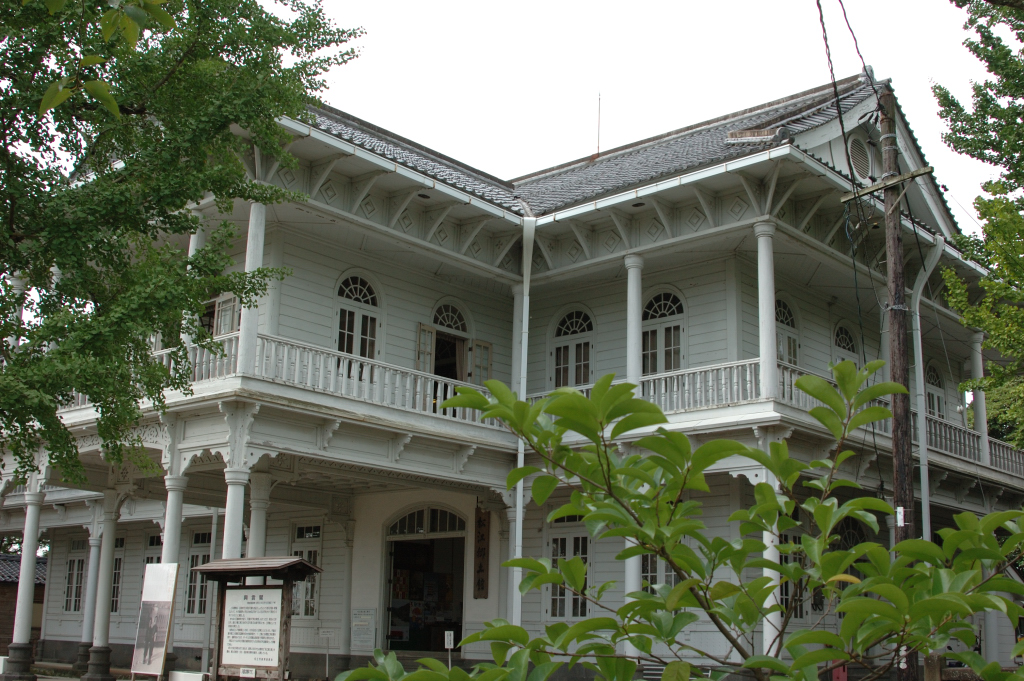
Kōun-Pavillon